# Uwe Speidel
Uwe Speidel (* 27. März 1971 in Creglingen) ist ein deutscher Fußballtrainer, der bei verschiedenen Klubs als Konditions- bzw. Co-Trainer tätig war und beim MSV Duisburg 2009 vorübergehend als Cheftrainer wirkte.

## Karriere
Speidel war 25 Jahre alt, als er 1996 beim damaligen Zweitligisten SC Fortuna Köln das Amt des Konditionstrainers übernahm. Im darauffolgenden Jahr kam mit Bernd Schuster ein neuer Cheftrainer, dem Speidel im Vorfeld der Saison 1998/99 zum ebenfalls zweitklassig antretenden Stadtrivalen 1. FC Köln folgte. Dort war er wie auch in den nachfolgenden Jahren bis 2009 für die Kondition der Mannschaft verantwortlich. 2000 folgte sein erstmaliger Wechsel ins Ausland, als er sich dem portugiesischen Spitzenklub Benfica Lissabon anschloss. Diesen verließ er nur ein Jahr später wieder, um beim spanischen Zweitligisten Deportivo Xerez erneut mit Bernd Schuster zusammenzutreffen. 2003 verabschiedeten sich beide aus Spanien, doch anders als Schuster entschied sich Speidel für eine Rückkehr nach Deutschland und fand im Bundesligisten FC Schalke 04 einen neuen Arbeitgeber.
Seine erste Bundesligastation beim FC Schalke 04 blieb auf ein Jahr beschränkt, doch im Vorfeld der Spielzeit 2005/06 fand er mit Borussia Mönchengladbach erneut einen Arbeitgeber in der höchsten deutschen Liga. Als Konditionstrainer war er dort beschäftigt, bis im Januar 2007 mit Jos Luhukay ein neuer Chefcoach geholt wurde. Anschließend stand er weiter unter Vertrag, führte seine Funktion allerdings nicht mehr aus. Im Sommer 2008 verpflichtete ihn der MSV Duisburg zunächst für seinen angestammten Posten im Konditionsbereich, ehe er im Vorfeld der Saison 2009/10 eine neue Aufgabe als Co-Trainer hinter Peter Neururer erhielt. Nach Neururers Entlassung Ende Oktober 2009 rückte er übergangsweise zum Cheftrainer auf. Als solcher betreute er die Mannschaft für ein Pflichtspiel und erreichte in der 2. Bundesliga einen 3:0-Sieg gegen die TuS Koblenz. Mit Milan Šašić holte der MSV einen neuen Cheftrainer, zu welchem Speidel nach Darstellung der Zeitung RevierSport ein schwieriges Verhältnis besaß. Wohl vor diesem Hintergrund wurde er Anfang Dezember 2009 von seinem Arbeitgeber beurlaubt.
Nach seiner Erfahrung als Co-Trainer wirkte Speidel zunächst erneut als Konditionscoach und war als solcher von Juli 2011 an für die zweite Mannschaft des FC Bayern München zuständig. Von dort aus wechselte er im Januar 2013 zum Zweitligisten Energie Cottbus, der ihm eine Rückkehr auf den Posten des Co-Trainers ermöglichte. Nachdem der Verein in eine sportliche Krise geraten war, wurde im November 2013 zunächst Chefcoach Rudi Bommer entlassen, ehe im Folgemonat auch Speidel seinen Posten räumen musste. Als wesentlicher Grund dafür wurden Unstimmigkeiten mit dem neuen Cheftrainer Stephan Schmidt gesehen. Im Juni 2014 stellte ihn der Drittligist Arminia Bielefeld ein; mit diesem glückte ihm ein Jahr darauf der Wiederaufstieg in die 2. Bundesliga.
Im Februar 2017 holte Andries Jonker Speidel als Co-Trainer zum VfL Wolfsburg. Die Wölfe verließ Speidel ein halbes später wieder. 
Im Januar 2021 wurde er Jugendtrainer bei Hansa Rostock und im Juli 2021 Leiter der Nachwuchsabteilung. Nachdem Alois Schwartz, Chef-Trainer der Profimannschaft, am 13. Dezember 2023 freigestellt wurde, übernahm Speidel die Mannschaft interimsweise. Er betreute die Mannschaft zwei Tage später bei der 0:3-Auswärtsniederlage gegen den SC Paderborn 07. Anschließend wurde Mersad Selimbegović als neuer Cheftrainer verpflichtet. Im Januar 2024 wurde Speidel Trainer der in der Regionalliga spielenden U23-Mannschaft des FCH und blieb bis zum Vertragsende 2025. 